# 丹下梅子
丹下梅子（Umeko，1873年3月17日—1955年1月29日）是在1913年首批獲得日本大學入學資格的三位女性之一。在入取大學之前，她在一所女子學院學習。大學畢業後，她遠赴美國留學，並且在1927年獲得約翰霍普金斯大學化學博士學位，成為首批獲得科學博士學位的日本女性之一。丹下回到日本教書並且在日本理化學研究所（RIKEN）進行維他命，特別是維他命B2進一步的研究。1940年她從東京帝國大學（現今東京大學）在農業科學領域獲得第二個博士學位。

## 早年生活和教育
1873年3月17日 ，丹下梅子出生在日本南端鹿兒島市的富裕家庭，七位手足中排行第六。小時候和她的一位姐妹玩耍的過程中，跌落在筷子上而失去了其中一隻眼睛的視力。
丹下梅子從小學教師開始她的職業生涯  。1901年，當她28歲時，她開始在日本女子大學學習家政  。畢業後，她在此擔任助理工作，並成為通過中學化學科教師考試的第一位女性。
1913年，她是首批獲大學入取的三位女性之一，與化學家黑田千佳及數學家牧田樂開始在日本東北帝國大學學習，即便當時引起了爭議。 

## 科學生涯
丹下在東北帝國大學期間研究了日本柿子單寧研。畢業後，45歲的丹下前往美國留學，包含在史丹佛大學與哥倫比亞大學學習大約10年的時間。 她在美國的留學受到日本文化部省和內政部的資助。1927年，她在約翰霍普金斯大學獲得博士學位，論文題目為《特定固醇的氨甲酸酯的製備與性質》 。  研究成果在1928年與埃爾默·麥科勒姆合作發表在《生物化學雜誌》。 
丹下回到日本後，在日本女子大學任教，並於1930年開始在理化學研究所研究維他命 B2。這項研究工作使她在 1940年 獲得了東京帝國大學的第二個農業博士學位。
丹下在1930年代發表了多篇科學論文，包括對無脂肪飲食老鼠的飲食不足研究。 老鼠的維他命 B2 缺乏症 以及脂肪酸對營養的影響研究。 

## 榮譽

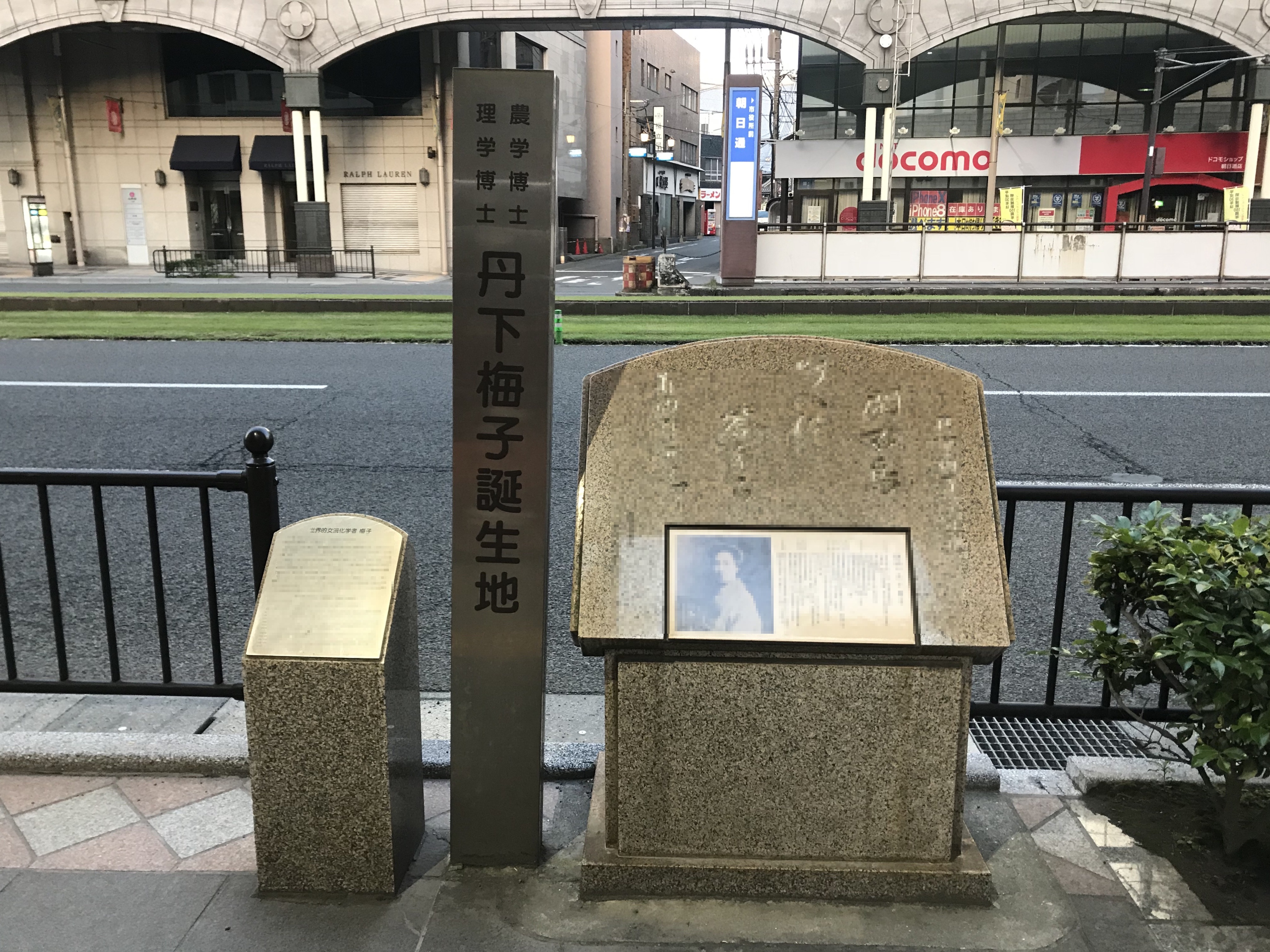
丹下梅子出生地鹿兒島的紀念碑

- 丹下梅子出生地紀念碑，位於鹿兒島（如圖所示）。
- 鹿兒島縣山形屋百貨商店前的雕像。[14]
- 獎勵理科成績優異學生的日本女子大學丹下紀念獎學金。 [3]
- 2001年，《化學日報》（日文）出版傳記《似白梅：化學家丹下梅子的軌跡》[15]